# 福島源次郎
福島 源次郎（ふくしま げんじろう、1932年〈昭和7年〉 - 1998年〈平成10年〉）は、創価学会の元副会長。熊本県出身。熊本県立済々黌高等学校および東京大学経済学部を卒業。
のちに創価学会を脱会して、日蓮正宗の法華講員になった。
詳細は「創価学会#創価学会に対する批判」を参照。

## 略歴
- 1956年、富士電機に入社。同年、日蓮正宗に入信。
- 1960年、創価学会に入会。
- 1961年、富士電機を退社し、学会本部職員となる。以後、聖教新聞編集総局長、編集主幹、専務理事のほか、創価学会男子部長、青年部長、文化本部長などを歴任。聖教新聞の第四代編集長（初代編集長は石田次男）。
- 1972年、創価学会副会長に就任。当時は池田大作第3代会長に心酔し、「師への帰命」をさかんに提唱。また小説『人間革命』を「現代の御書」と位置付け、その学習運動を推進した。
- 1979年3月、九州大牟田会館における指導の内容、いわゆる「大牟田発言」が日蓮正宗の宗門より問題視され、その責任をとる形で、学会の一切の役職を辞任し、九州に移転。以後、学会の外郭企業である日本図書輸送に勤務。
- 1983年3月、日本図書輸送を退職。
- 1986年4月、池田にあてて「誠諫之書」を送付。その直後より激しい攻撃にさらされる。なお同論文は石田次男を経て内藤国夫にわたり、マスコミに流出。『諸君!』に掲載される。また同年12月、「続・誠諫之書」を送付。
- 1988年8月、「破邪強言之状」を提出。
- 1990年、鷹書房より『蘇生への選択』を刊行。同書の第五章「諌言と破折の書状」は「誠諫之書」「続・誠諫之書」「破邪強言之状」の三書を収録。
- 1992年3月、蘇生講を結成。
- 1998年8月8日死去。享年66。

## 著書
- 『蘇生への選択』鷹書房　1990年2月11日刊　ISBN 480340366X C0015 P1800E

## 備考
全盛期には池田会長の側近中の側近と目されたが、池田にこびへつらう発言が多く「ゴマ源（ゴマスリ源次郎の略）」のあだ名があった。実際、創価学会内で池田大作を現人神として扱う教義「池田本仏論」の原型を築き、山崎正友とともに池田を仏であるかのように喧伝。内容を全国に広めた。
しかしその後、次第に池田の指導に疑問を抱くようになり、批判の側に立つようになった。福島自身の言葉によれば、池田の「目にあまる偽善性に絶望」し、ついに「禄を食（は）むべきにあらず」と決意したとのこと（『蘇生への選択』78頁）。
学会を離れた後も日蓮正宗に対する信仰を捨てず、求道・研鑚・思索の日々を重ねた。
学会歌「前進の足音」「団結堅く」の作詞者である。
池田大作名誉会長の小説『新・人間革命』の登場人物・鮫島源治のモデルとされている。